# سیارک ۹۹۵۶
سیارک ۹۹۵۶ (به انگلیسی: 9956 Castellaz، نامگذاری:1991TX4) نه هزار و نهصد و پنجاه و ششمین سیارک کشف شده‌است که در ۵ اکتبر ۱۹۹۱ کشف شد.
قدر مطلق سیارک برابر ۱۴٫۳۰ است.